# 新居村 (三重県)
新居村（にいむら）は三重県阿山郡にあった村。現在の伊賀市の北西部、木津川・服部川右岸、伊賀上野駅の北西一帯にあたる。

## 地理
- 河川：木津川、服部川

## 歴史
- 1889年（明治22年）4月1日 - 町村制の施行により、西村・西山村・波野田村・東村の区域をもって阿拝郡新居村が発足。
- 1896年（明治29年）4月1日 - 所属郡が阿山郡に変更。
- 1941年（昭和16年）9月10日 - 上野町・小田村・三田村・城南村・長田村・花之木村と合併して上野市が発足。同日新居村廃止。

## 交通

### 鉄道路線
- 関西急行鉄道
  - 伊賀線（現・伊賀鉄道伊賀線）
    - 新居駅

上記のほか、村域を鉄道省の関西本線が通過したが、駅は所在しなかった。伊賀上野駅が至近に所在。